# 无锡大饭店
31°33′50″N 120°16′36″E / 31.56383°N 120.27673°E

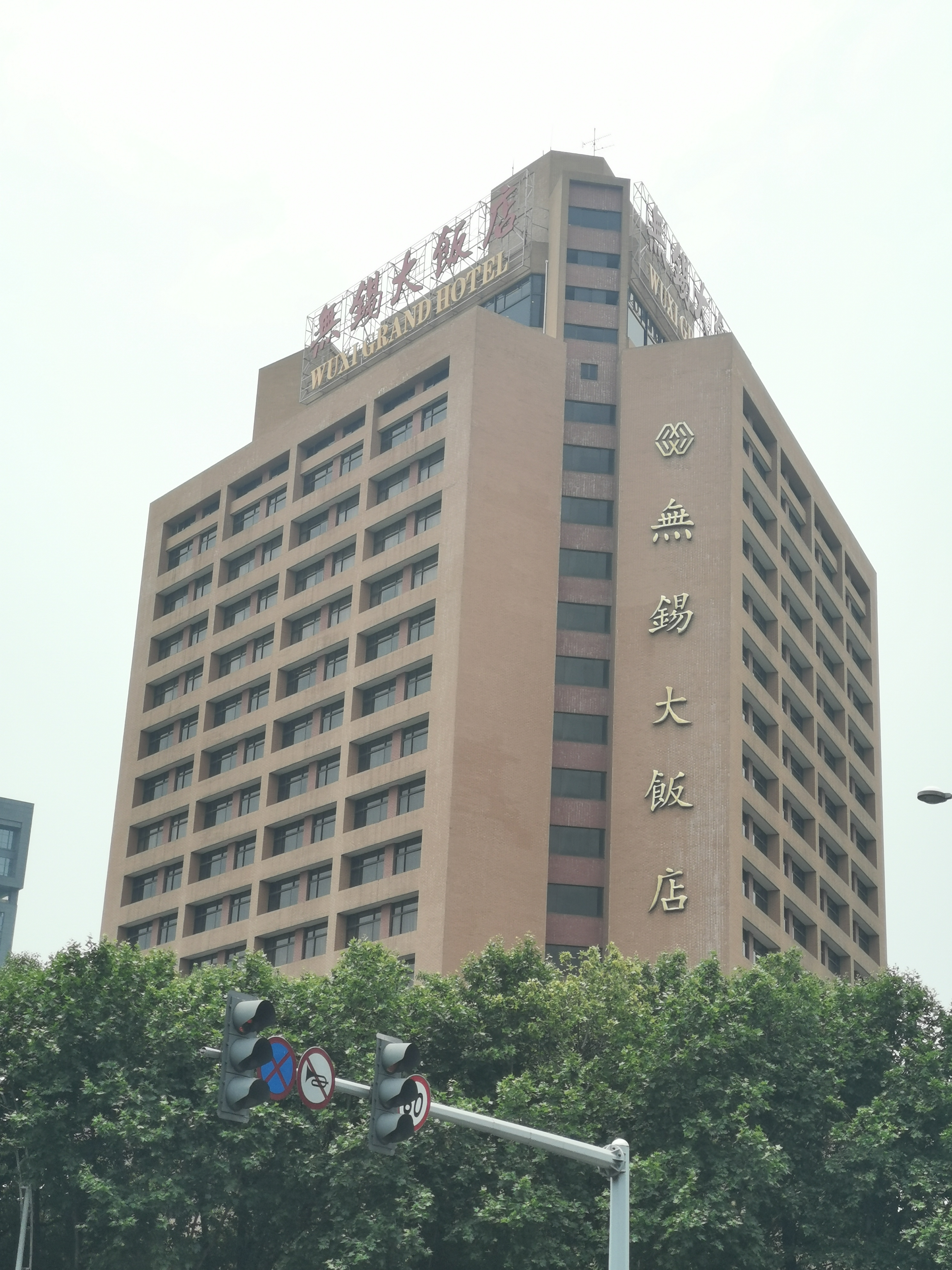
无锡大饭店

无锡大饭店，位于中华人民共和国江苏省无锡市滨湖区梁清路1号，是一个四星级饭店。

## 特点
1960年，当地建造无锡饭店。1980年代，在荣毅仁建议下，重建并更名为无锡大饭店。1986年5月17日，投资成立，是无锡第一家日资企业。1989年4月开业，由无锡市旅游总公司、中国国家信托投资公司、日本东京急行电铁株式会社合资经营，为首批四星级饭店。